# Bocoio
Bocoio (fins 1975 Vila Sousa Lara) és un municipi de la província de Benguela. Té una extensió de 5.612 km² i 154.446 habitants segons el cens de 2014. Comprèn les comunes de Bocoio, Chila, Cubal do Lumbo, Monte-Belo i Passe. Limita al nord amb els municipis de Sumbe i Cassongue, a l'est amb el municipi de Balombo, al sud amb els municipis de Ganda i Cubal i a l'oest amb els municipis de Lobito i Benguela. Fou fundada en 1827.